# 印度識字率
印度識字率（英語：literacy in India）是促成該國社會經濟進步的關鍵因素。印度的識字率已從1947年宣佈獨立時的12%增長到2011年的74.04%。雖然這是個大幅度進步，但仍低於當年世界平均識字率水平（84%）。該國於2011年進行的人口普查，顯示全國在2001年至2011年期間的識字率增長率為9.2%，低於前一個10年的增長速度。一項於1990年發表的分析研究，推測印度如果按照那時估計的進步進度，要到2060年才能達到全民識字的程度。
該國於2011年人口普查結果，顯示全國平均識字率為74.4%，而印度國家統計委員會在2017-18財政年度的調查結果，該國識字率已達80.6%。城市地區的識字率為90%，農村地區的為77%。印度識字率存在明顯的性別差異，7歲以上人口的有效識字率中，男性為88%，女性為81%。女性識字率較低，此對印度的計劃生育和穩定人口總數作用有巨大負面影響。研究顯示，即使女性普遍在經濟上不獨立，其識字能力也是已婚夫婦會採避孕措施的重要預測因素。此次人口普查有個正面的趨勢 - 印度女性識字率在2001-2011年期間增長11.8%，顯著快於男性的6.9%增長率，表示性別差距正在縮小中。
識字能力所展示的是一連續學習過程，讓個人有機會實現自己設定的目標，開拓知識和潛力，並充分參與其社區和更廣泛的社會活動。
印度於2009年發動的全國掃盲任務（Saakshar Bharat）將"識字"定義為掌握閱讀、書寫和算術的技能，以及將其應用於日常生活的能力。實現識字表示 (i) 在讀、寫、算三方面能自主，(ii) 了解導致貧窮的原因，並能經由參與發展進程，努力改善自身狀況，(iii) 掌握提高經濟地位和整體福祉的技能，以及 (iv) 吸收諸如民族團結、環境保護、婦女平等、遵守計劃生育等價值觀。

## 印度識字率
印度人口普查自1991年起，對識字率的定義如下述：
識字率
{\displaystyle {\text{Effective literacy rate}}={\frac {\text{number of literate persons aged 7 or above}}{\text{population aged 7 and above}}}\times 100}
粗識字率是指在特定時間，某一地區中能夠閱讀和書寫的人口在該地總人口中的佔比。此處的分母是該地區的總人口數目。
註：
1. Effective literacy rate=有效識字率、number of literate persons aged 7 or above=年齡層在7歲及以上的識字人數及population aged 7 and above=年齡層在7歲及以上的總人數
2. Crude literacy rate=粗識字率、number of literate persons=識字人數及total population=總人數

| 名次 | 邦名           | 邦民識字率（%） |
| ---- | -------------- | --------------- |
| 1    | 喀拉拉邦       | 93.91           |
| 2    | 德里           | 88.7%           |
| 3    | 北阿坎德邦     | 87.6%           |
| 4    | 喜馬偕爾邦     | 86.6%           |
| 5    | 阿薩姆邦       | 85.9%           |
| 6    | 馬哈拉什特拉邦 | 84.8%           |
| 7    | 旁遮普邦       | 83.7%           |
| 8    | 坦米爾那都邦   | 82.9%           |
| 9    | 古吉拉特邦     | 82.4%           |
| 10   | 西孟加拉邦     | 82.2%           |

資訊來源: 印度家庭教育消費情況，包含在第75輪國家樣本調查（從2017年7月到2018年6月）中。在印度東北部的8個邦中，僅阿薩姆邦納入此次調查。

## 區域識字率比較
下表顯示聯合國教科文組織（UNESCO）於2015年彙編的印度及其一些鄰國的成人和青年識字率。成人識字率包括15歲以上的年齡層，而青年識字率則針對15-24歲年齡層（即青年年齡層是成年年齡層中的一個群體）。
| 國家           | 成人識字率 | 青年識字率 15–24歲年齡層 |
| -------------- | ---------- | ------------------------ |
| 中華人民共和國 | 96.4%      | 99.7%                    |
| 斯里蘭卡       | 92.6%      | 98.8%                    |
| 緬甸           | 93.7%      | 96.3%                    |
| 世界平均       | 86.3%      | 91.2%                    |
| 印度           | 74.5%      | 92%                      |
| 尼泊爾         | 64.7%      | 86.9%                    |
| 孟加拉國       | 61.5%      | 83.2%                    |
| 巴基斯坦       | 58%        | 80.3%                    |

## 識字率差距
導致印度人識字率相對較低的主要因素之一是教育的實用性以及農村地區學校的普及程度。該國於2006-07財務年度有教室嚴重不足，無法容納所有學生的問題。此外，大多數學校缺乏適當的衛生設施。一項針對印度中部和北部188所公立小學的研究顯示，有59%的學校沒飲用水設施，89%的學校沒廁所。在60萬個村莊和規模不斷擴大中的城市貧民窟中，"免費和義務教育"中基礎識字教育，基本上是由資格不符的"代課教師"來負責。全印度的平均師生比為42:1，表示教師人手不足。這種不足造成學校系統標準不一，而導致各地識字率發生差異。此外，雖然由印度知名科學家、教育家達拉特·辛格·科塔里（Daulat Singh Kothari）領導的委員會（1964–1966年）設定教育經費為國內生產毛額（GDP）6%的目標，但印度從1951年到2002年，分配給教育的經費從未超過GDP的4.3%。而將印度的識字問題更為複雜化。
印度種姓制度間差異的影響依然嚴重。低種姓族群面臨歧視，導致輟學率居高不下，及入學率低迷。根據全國家庭健康調查組織和國家樣本調查組織在印度收集的數據顯示，僅有36.8%和37.7%的表定種性兒童能夠完成小學學業。時任印度總理曼莫漢·辛格於2005年2月21日表示，他感到痛心的是"100名一年級入學兒童中只有47名能升到8年級，輟學率達到52.78%。"估計印度至少有3,500萬，甚至可能多達6,000萬年齡在6-14歲的兒童/青少年沒上學。
印度識字率低下的另一原因是有大量的女性文盲。印度女性地位低於男性，這種不平等導致女性識字率低於男性（女性的為65.46%，男性的為82.14%）。
印度社會中有強烈的刻板印象，認為兒子比女兒更有用，因此通常只會讓兒子接受教育。女性則被留在家中幫助農務，有越來越多女性取代男性從事農業。務農的女孩中，只有不到2%的會入學。

## 歷史與進展

### 前殖民時期
印度在殖民時代之前的教育通常由上師（guru）監督，於稱為古魯學院的傳統學校中進行。古魯學院由公眾贊助經費，是最早形式的公立學校之一。
根據印度歷史學家達蘭帕爾的研究，他從19世紀初英國文獻取得的資訊，認為前殖民時期的印度教育不但普及，且容易獲得，但女孩的入學率遠低於男孩，所有種姓（包括首陀羅和其他種姓）和社會階層的兒童都接受正規的、在戶外進行的教育。達蘭帕爾指出，包括托馬斯·孟羅爵士在內的高級英國官員調查19世紀初仍在運作的印度本土教育機構的數量和類型、就讀學生的數量和狀況，以及教學內容，托馬斯·孟羅爵士提出當時每個村莊的印度教寺廟或清真寺都附設一所學校，所有社群的兒童都在這類學校就讀。孟買總督委員會的官員G. L. Prendergast曾於1921年表示：
……幾乎每個村莊……至少有一所學校……每個城鎮和大型城市都有好幾所學校。……當地年輕人在那裡學習閱讀、書寫和算術，採用如此經濟的制度……以至於幾乎沒一個農民或小商人不能準確記自己的帳目，我認為這種準確程度甚至會超過我們自己國家的下層階級。
英國傳教士，後來成為記者的William Adam在1830年報告說，孟加拉和比哈爾約有10萬所學校。

### 英屬印度時期
在英屬印度時期，由社區資助的古魯學院系統和以寺廟為基礎的慈善教育開始衰落，取而代之的是英國殖民政府推廣的中央資助學校。
以英語教學的初級學校數量於1881年到1947年期間從82,916所增加到134,866所，就讀學生人數從2,061,541人增加到10,525,943 人。記錄中的印度公眾識字率從1872年估算的3.2%上升到1941年的16.1%。
英國殖民政府於1944年提出一項名為薩金特計劃的印度教育重建計劃，目標是在40年內（即在1984年前），實現印度民眾達成100%識字率。當時印度參與獨立運動的領導人嘲笑以40年的時間來實現全民識字，時間過於冗長，但該國在2011年的人口普查發現識字率才剛超過74%的水平。英屬印度所做的人口普查顯示識字率在性別、宗教、種姓和居住地方面存在顯著差異，如下表所示。
| 地點                   | 男性 % | 女性 % |
| ---------------------- | ------ | ------ |
| 馬德拉斯（今日清奈）   | 11.9   | 1.1    |
| 孟買                   | 11.6   | 0.9    |
| 孟加拉                 | 10.4   | 0.5    |
| 貝拉爾（今日海德拉巴） | 8.5    | 0.3    |
| 阿薩姆                 | 6.7    | 0.4    |
| 旁遮普                 | 6.4    | 0.3    |
| 聯合省（今日北方邦）   | 5.7    | 0.2    |
| 中央諸省               | 5.4    | 0.2    |

### 獨立後

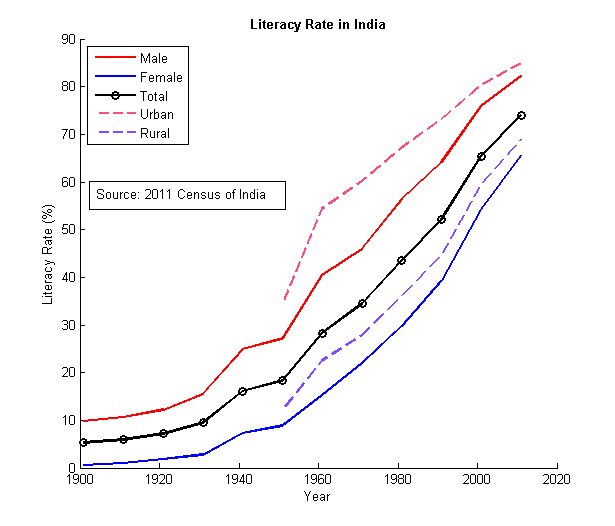
印度人自1900年起的識字率成長緩慢，從1947年獨立之後開始加速，尤其是在1991年-2001年期間。

為印度所有年齡在6-14歲兒童/青少年提供普及和義務教育是一個重要的國家理想，並在印度憲法第45條納入，作為指導政策，並賦予重要的優先地位，但憲法於1949年通過至今已超過半個世紀，此一目標仍未實現。國會已通過2002年憲法第86修正案，讓小學教育成為年齡曾在6-14歲兒童的一項基本權。印度為籌集更多用於教育的資金，已通過2004年財政（第2號）法案，對所有中央直接稅和間接稅徵收2%的教育稅。
印度於2000-21財政年度有60,840所幼兒園和學前班，以及664,041所小學和初級基礎學校。小學階段的總入學人數從1950-51財政年度的19,200,000人增加到2001-02財政年度的109,800,000人。印度於2000-01財政年度的高中學校數量已高於獨立時的小學數量。
印度人識字率從1951年的18.33%增長到2011年的74.04%。印度同一時間的人口從3.61億增加到12.1億。

| 年份   | 男性 % | 女性 % | 合併 % |
| ------ | ------ | ------ | ------ |
| 1872年 |        |        | ~3.25  |
| 1881年 | 8.1    | 0.35   | 4.32   |
| 1891年 | 8.44   | 0.42   | 4.62   |
| 1901年 | 9.8    | 0.6    | 5.4    |
| 1911年 | 10.6   | 1.0    | 5.9    |
| 1921年 | 12.2   | 1.8    | 7.2    |
| 1931年 | 15.6   | 2.9    | 9.5    |
| 1941年 | 24.9   | 7.3    | 16.1   |
| 1951年 | 27.16  | 8.86   | 18.33  |
| 1961年 | 40.4   | 15.35  | 28.3   |
| 1971年 | 45.96  | 21.97  | 34.45  |
| 1981年 | 56.38  | 29.76  | 43.57  |
| 1991年 | 64.13  | 39.29  | 52.21  |
| 2001年 | 75.26  | 53.67  | 64.83  |
| 2011年 | 82.14  | 65.46  | 74.04  |

## 增長與變化
印度從1880年開始，歷次的人口普查都顯示印度人的識字率不斷上升，但由於人口增長率過高，該國文盲的絕對人數以10年為單位計算也在增加。該國於2001年-2011年是第二個文盲人口絕對人數下降的人口普查時段（第一個是在1991年-2001年時期），文盲人口減少31,196,847人，表明識字人口的增長已經超過自然人口增長。
印度於2011年全國平均識字率為74.04%。喀拉拉邦的識字率達到93%。比哈爾邦的識字率為全國最低，僅61.8%。這兩邦的其他幾項社會指標與識字率有關聯，例如當地人出生時的預期壽命（喀拉拉邦男性為71.61歲，女性為75歲，比哈爾邦男性為65.66歲，女性為64.79歲）、每1,000名活產嬰兒的死亡率（喀拉拉邦為10，比哈爾邦為61）、每1,000人的出生率（喀拉拉邦為16.9，比哈爾邦為30.9）以及每1,000人的死亡率（喀拉拉邦為6.4，比哈爾邦為7.9）。
印度有6個邦的文盲人數約佔全印度文盲總數的60%：北方邦、比哈爾邦、中央邦、拉賈斯坦邦和安德拉邦（包括泰倫迦納邦）。略低於一半的印度文盲（48.12%）分佈在6個邦：北方邦、比哈爾邦、拉賈斯坦邦、中央邦、賈坎德邦和恰蒂斯加爾邦。

## 各邦的識字計畫
印度有幾個邦成功執行提高邦民識字率的項目。隨著時間過往，展現出導致措施能成功的因素為：官方實現目標的意願、積極讓社區參與、為基礎設施和教師提供足夠的經費，以及提供讓社區認為值得的附加服務（例如在學校提供免費午餐）。

### 比哈爾邦
2011年的人口普查結果，顯示比哈爾邦邦民識字率顯著提高。該邦於1951年的識字率僅為13.49%，1961年上升至21.95%，1971年為23.17%，1981年為32.32%。1991年為39%，2001年為47%，再到2011年的63.8%。比哈爾邦政府發起多個提高識字率的項目，該邦的成人教育部因績效卓著而於1981年獲得聯合國教科文組織頒獎。
在關於比哈爾邦掃盲計劃所面臨障礙的研究中，普遍的貧困、根深蒂固的階級社會分化以及教育程度與工作機會之間缺乏關聯性等問題經常被提出。比哈爾邦的兒童在接受教育時，由於地區的社會文化影響和經濟因素，往往碰到嚴峻的挑戰。"低種姓"的兒童經常被拒絕入學，即使入學也難逃騷擾。在存在歧視的地區，由於資金短缺和家庭貧困，兒童通常無力負擔教科書和文具費用。
即使兒童有機會接受教育，但由於比哈爾邦普遍存在經濟停滯，使得進入政府工作成為除務農外的唯一選擇。然而，這些政府職位實際上需要行賄才能獲取，這對貧困家庭而言根本無可企及。這情況導致受過教育的年輕人，最終也只能像未受教育的人一樣在農田裡工作，而讓家長們質疑當初送孩子去學校接受教育的投資是否值得。此外，比哈爾邦的公立學校還面臨教師經常缺勤的問題，迫使邦政府不得不以扣除未按時授課教師的薪資作為讓他們就範的手段。為鼓勵學生到校上課，邦政府宣佈一項計劃，向持續到校的貧困家庭兒童提供每天1印度盧比的補助。

### 特里普拉邦
特里普拉邦邦民的識字率為印度第3高。2011年的人口普查結果，印度識字率最高的幾個邦中，喀拉拉邦的為93.91%，米佐拉姆邦為91.58%。而全國平均數74.04%。
特里普拉邦邦民識字率的顯著提升可歸功於當地政府的積極參與，其中包括村議會 (gram panchayats)、非政府組織以及地方組織。這些機構由首席部長所領導的邦掃盲特派團管理局 (SLMA) 嚴格監督下共同推動工作。特里普拉邦在2011年的人口普查中，邦民識字率達到87.75%，為全印度排名第4（該邦於2001年人口普查時的排名為第12）。特里普拉邦首席部長表示，他們正致力於讓剩餘的5.35%人口也能識字，目標是實現完全掃盲（全邦人口約380萬人）。該邦實施各項政策，不僅是為提升邦內識字率，更是一個長期的教育計劃，以確保所有邦民都擁有一定的基本教育水平。目前特里普拉邦共劃分為45個區和23個分區，並由68所政府經營的學校和30-40所私立學校提供教育服務。
邦政府為提高識字率而實施的計畫有：
- 為15至50歲錯失受正規教育機會的人口舉辦全民掃盲運動。邦政府提供一項名為"加快腳步和提升內涵學習 (IPCL)" 的特別計畫，作為這類人群基礎教育之用。
- 設立10,000個安甘瓦迪中心（Anganwadi，鄉村幼兒發展中心，主要為6歲以下兒童、孕婦和哺乳期婦女提供服務）（入學率達到100%）
- 推行8年級前不留級政策，以防兒童輟學。
- 所有學校都提供午餐，且每週菜單均精心設計，以吸引更多學生入學。
- 政府學院免收學費。

特里普拉邦的官員們強調，他們所推行的全面教育體系，不論是在首府阿加爾塔拉、偏遠地區，或是部落自治區，都同樣重視。這項教育體系不僅是要提升識字率，更重要的是要讓特里普拉邦的居民都能真正接受教育，提升整體素質。而政府對教育的重視，從特里普拉邦幾乎完全沒有童工的現象，便可見其成效。

### 喀拉拉邦
喀拉拉邦於2006-2007年期間在印度21個主要邦的教育發展指數（EDI）評比中榮登榜首。該邦在基礎教育的普及上表現出色：超過94%的農村居民可在1公里範圍內找到小學，98%的居民則能在2公里範圍內找到學校。此外，超過96%的居民在3公里內可找到高小，而98%的居民在8公里內就能享有中學教育資源。為進一步便利偏遠地區的學生前往城市接受高等教育，喀拉拉邦政府也提供廣泛的交通補助。
喀拉拉邦的教育體系由政府擁有或資助的機構建立和發展。在該邦普遍設立的教育體系中，學生需要接受10年的學校教育，這10年又分為小學、高小和中學三個階段。完成這10年的中學教育後，學生通常會進入高中，並從文科、商科或理科三個主要學科中選擇一個自己感興趣的領域深造。完成高中的課程後，學生便可報考普通或專業的大學本科課程。
喀拉拉邦在1980年代後期於埃爾納古勒姆（科契市的中央商務區）發起一場"全民識字運動"，這場運動"一方面由地區行政部門，另一方面由志願團體、社會活動家和其他人"合作。 On 4 February 1990, the Government of Kerala endeavoured to replicate the initiative on a statewide level, launching the Kerala State Literacy Campaign.喀拉拉邦政府於1990年2月4日開始在全邦推廣此倡議 - 成為該邦的識字運動。首先是通過多階段式挨家挨戶的調查走訪，以準確描繪識字情況和需要特別關注的地區。然後組織Kala Jāthas（文化團體）和Sāksharata Pada Yātras（識字徒步遊行），以提高人們對該運動的認識，營造有利的社會氛圍。並建立一個由該邦的官員、知名社會人士、地方官員和資深志願工作者共同組成的綜合管理系統，以監督執行進度。

### 喜馬偕爾邦

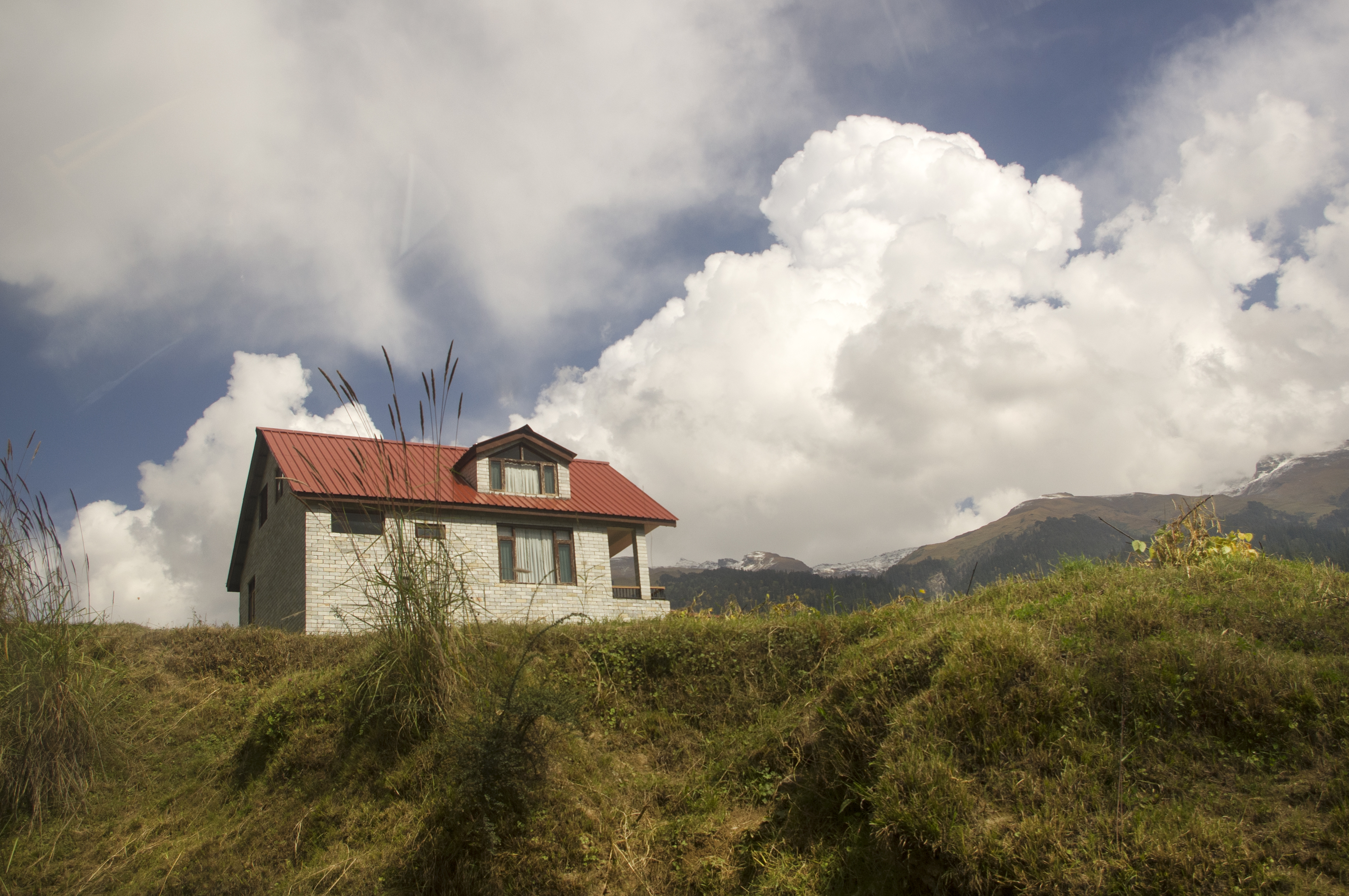
由於喜馬偕爾邦政府大力推動，加上社區配合，讓該邦民眾識字率（86.6%）在2011年成為印度各邦中排名第4高。

喜馬偕爾邦在1961至2001年間經歷一場被稱為"甚至比喀拉拉邦更令人印象深刻"的"教育革命"。喀拉拉邦自19世紀以來一直是全國識字率最高的邦，且於過往150年間持續推動相關措施。但喜馬偕爾邦在1961年時，各年齡層的識字率都低於全國平均水平。該邦年齡層在15至19歲的女性識字率在1961年至1991年的30年間從11%大幅躍升至86%。到1998-99學年，該邦年齡層在6至14歲的男孩和女孩的入學率都超過97%。

### 米佐拉姆邦
米佐拉姆邦是印度識字率第2高的邦，達到91.58%。其中塞爾奇普縣（Serchhip istrict）和艾藻爾縣（Aizawl district）更是印度識字率最高的兩個縣，分別為98.76% 和98.50%。米佐拉姆邦從印度獨立開始，邦民的識字率迅速攀升，從1951年的31.14%提高到2001年的88.80%。米佐拉姆邦的社會結構與喜馬偕爾邦類似，相對平等，沒有嚴格的階級制度，且政府有強烈的意願實現全民識字。邦政府為達成這個目標，首先將文盲人口確定，然後建立一行政體系，將官員和社區領導人納入，並安排一批"激勵者"，每人負責教授五名文盲。此外米佐拉姆邦還建立360個後續教育中心，以處理初級識字教學後的進階教育，並為輟學生提供一個教育安全網。

### 坦米爾那都邦
坦米爾那都邦早在1923年就率先在馬德拉斯市（現稱清奈）所屬的學校中推出為孩童提供餐飲的計畫。此計畫在1960年代由該邦首席部長K. Kamaraj大規模推廣。1982年，時任首席部長M. G. Ramachandran博士決定將此項計畫擴展到所有在10年級以下就讀的孩童。坦米爾那都邦的午間供餐計畫是印度最知名的計畫之一。坦米爾那都邦自1982年起開始藉由推動免費午餐計畫以促進學童的識字率，但當時有人批評這是選舉噱頭，也有經濟學家認為這在財政上不划算。時任首席部長的MGR於童年時曾親身體驗過家裡沒錢買食物，餓著肚子去上學的經驗，而親自啟動這項計畫，這一做法與19世紀日本採用的相似。
最終這項學校午餐計劃將所有15歲以下的兒童/青少年，以及在懷孕頭4個月的孕婦涵蓋在內。坦米爾那都邦的識字率從1981年的54.4%提升到2011年的80.3%。印度最高法院於2001年指示全國由邦政府資助的學校均提供免費午餐，但實施情況由於腐敗和社會問題，成效參差不齊。.雖有前述障礙，印度每天仍有1.2億學生在印度享用免費午餐，使其成為世界上最大的學校膳食計劃。

### 拉賈斯坦邦
拉賈斯坦邦的邦民識字率從2001年的60.4%升至2011年的67.7%，增幅不大，但該邦的識字率在1991年至2001年間的增幅（從約38%躍升至約61%）卻居印度各邦之冠，被一些觀察家譽為"極為優異"。這種快速進步歸功於邦政府的積極作為，例如"區小學教育計劃"、"Shiksha Karmi（教育工作者）倡議"以及"Lok Jumbish（民眾運動）計劃"等。拉賈斯坦邦目前幾乎所有村莊都已有小學教育。該邦在1956年建邦之初，邦民識字率僅為18%，是當時印度識字率最低的邦。

## 推廣識字
受教育權是一項基本人權，聯合國教科文組織的目標是全球到2015年實現全民教育。印度與阿拉伯國家和撒哈拉以南非洲地區一樣，人民識字水平低於75%的門檻，但各方仍在努力實現這一目標。印度這項提升識字水平的運動是該國有史以來最大規模的平民和軍事動員。印度每年在9月8日均慶祝國際掃盲日，以強調識字對個人、社區和社會的重要性。

### 政府措施
印度的金融監管機構，如印度儲備銀行（RBI）、印度證券交易委員會（SEBI）、印度保險監管與發展局（IRDAI）、退休基金監管與發展局（PFRDA）等共同制定一份名為"國家金融教育戰略（National Strategy For Financial Education，NSFE）"的章程，詳細說明它們為提高印度金融知識而採取的行動。其他市場參與者，如銀行、證券交易所、經紀公司、共同基金和保險公司也積極加入。印度國家金融教育中心（National Centre For Financial Education ，NCFE）與相關金融部門監管機構及利害相關者協商後，已擬定修訂版的"國家金融教育策略（2020-2025年）"。

#### 國家掃盲任務
印度的國家掃盲任務於1988年啟動，目的為在2007年達到75%的識字率。主力是向年齡層在35-75歲的文盲人口授予識字能力。全面掃盲運動是執行此消除文盲任務的主要策略。後續教育計劃（Continuing Education Scheme）為全面掃盲（Total Literacy）和掃盲後計劃（Post Literacy program）提供一個持續學習的平台。

#### 全民教育運動
"Sarva Shiksha Abhiyan"（印地語，意為"全民教育運動"）於2001年啟動，目的為確保所有年齡層在6-14歲的兒童/青少年都能入學，並在2010年前完成8年學業。該計劃的一個重要成分是"教育保障計劃（Education Guarantee Scheme）"以及"替代和創新教育（Alternative and Innovative Education）"，主要對象為居住在方圓一公里（0.62英里）內沒正規學校地區的兒童。由中央政府贊助的"縣小學教育計劃（District Primary Education Programme）"於1994年啟動，到2005年已開設超過16萬所新學校，其中有近84,000所替代教育學校。

### 非政府組織的角色
印度大多數文盲都居住在農村地區，當地的社會和經濟障礙是造成社會底層人民停留在文盲狀態的重要原因。但僅靠政府計劃，無論意圖多良善，可能無法將為時已久的障礙去除。有時需進行重大的社會改革才能將農村此種狀況改變。這裡要特別提及人民科學運動（PSMs）和印度博雅科學協會（Bharat Gyan Vigyan Samiti ，BGVS) 在1990年代初期印度掃盲任務中扮演的角色。許多非政府組織，例如第一步教育基金會、扶輪社、獅子會，都致力於提升印度的識字率。

#### 媽媽迪普迪·文卡塔蘭加亞基金會
印度反童工運動人士珊塔·辛哈在2003年榮獲拉蒙·麥格塞塞獎，以表彰她"引領安德拉邦人民終結童工的危害，並讓所有孩子都能上學"。珊塔·辛哈於1987年擔任海德拉巴大學推廣教育計畫的負責人，組織一為期3個月的營隊，幫助從債務束縛拯救出來的兒童完成上學準備。她在1991年引導家族性的媽媽迪普迪·文卡塔蘭加亞基金會將此構想納入基金會在安德拉邦進行此項重要的工作。珊塔·辛哈最初設立的過渡營地，後來發展成完善的寄宿制"中途學校"。基金會的目標是營造一個反對童工、童婚和其他剝奪兒童正常權利的社會氛圍。媽媽迪普迪·文卡塔蘭加亞基金會贊助的中途學校和相關計畫如今已進入4,300個村莊以提供服務。

## 資料來源
- NSO.  (PDF) (报告). 2018  [2020-11-26]. （原始内容存档 (PDF)于2020-11-02）.
- Dharampal. .  3rd. Goa, India: Other India Press. 2000: 7–86 （英语）. It is important to emphasize that indigenous education was carried out through pathshalas, madrassahs and gurukulas. Education in these traditional institutions — which were actually kept alive by revenue contributions by the community including illiterate peasants ... These institutions were, in fact, the watering holes of the culture of traditional communities. 已忽略未知参数|quote-pages= (帮助)

## 延伸閱讀
- Calvi, Rossella, Federico Mantovanelli, and Lauren Hoehn-Velasco. "The Protestant Legacy: Missions and Human Capital in India." (2019) online （页面存档备份，存于）.
- Chaudhary, Latika, and Manuj Garg. "Does history matter? Colonial education investments in India." Economic History Review 68.3 (2015): 937–961.
- Chaudhary, Latika. "Taxation and educational development: Evidence from British India." Explorations in Economic History 47.3 (2010): 279–293 online （页面存档备份，存于）.
- Chaudhary, Latika. "Determinants of primary schooling in British India." Journal of Economic History (2009): 269–302 online （页面存档备份，存于）.
- Natarajan, Dandapani. "Extracts from the All India Census Reports on Literacy." (2016) page 11 online （页面存档备份，存于）
- ((Ministry of Parliamentary Affairs)).  (PDF). New Delhi: Government of India. July 2023. （原始内容 (PDF)存档于2024-06-13） （英语）.

## 外部連結
- National Literacy Mission
- Indian Census
- National Literacy Policies – India （页面存档备份，存于）

印度民眾識字率地理分佈圖。

- Need for literacy in India （页面存档备份，存于）
- Growth of literacy in India （页面存档备份，存于）
- Literacy in the context of constitution of India
- Find details about Literacy in India （页面存档备份，存于）
- Literacy as seen in the 2001 census
- Frontline article Education for too few, 2003-12-05[usurped]
- The Hindu article Two word mantra, 2004-02-01[usurped]
- Times of India editorial Learn to change, 2006-07-28 （页面存档备份，存于）
- The Statesman editorial Institutionalised sub literacy, 2006-08-22
- Left behind by Bangladesh – The Telegraph report on 2005-10-02
- Provisional Population Totals for Census 2011  2011-03-31 （页面存档备份，存于）
- India languishes in its villages:NSSO Survey （页面存档备份，存于）
- India Literacy Project （页面存档备份，存于）, a catalyst for 100% literacy in India

Template:Literacy
Template:School education in India